# غوتفريد كينكل
غوتفريد كينكل (بالألمانية: Gottfried Kinkel)‏ هو كاتب وثوري وصحفي وشاعر ألماني، ولد في 11 أغسطس 1815 في Oberkassel, Bonn ‏ في ألمانيا، وتوفي في 13 نوفمبر 1882 في زيورخ في سويسرا.

## وصلات خارجية
- غوتفريد كينكل على موقع الموسوعة البريطانية (الإنجليزية)
- غوتفريد كينكل على موقع ميوزك برينز (الإنجليزية)
- غوتفريد كينكل على موقع ديسكوغز (الإنجليزية)